# Diamanthian
Diamanthian ist eine britische Death-Metal-Band aus Liverpool, die im Jahr 2000 gegründet wurde.

## Geschichte
Die Band wurde im Jahr 2000 von Sänger und Gitarrist Scott Linton und Schlagzeuger Pete Watson gegründet. Kurze Zeit später stieß auch Bassist Mick Gorry hinzu. Nachdem im Jahr 2001 die Besetzung mit Gitarrist Stuart Penderghast vervollständigt wurde, folgten die ersten Auftritte, hauptsächlich in der Gegend von Glasgow bis London. Im Jahr 2002 verließ Penderghast die Band wieder, um sich seiner Band Malefic zu widmen. Als Ersatz kam fünf Monate später Kevin „Troy“ Dixon zur Band. Anfang 2003 nahm die Band dann ihr erstes Demo namens Orchestrated Violence auf, das im selben Jahr veröffentlicht wurde. Im September 2003 verließ Mick Gorry die Besetzung, da er nach Australien auswanderte. Er wurde durch Bassist Iain Turner ersetzt. Während einer Tour durch Finnland im August 2004 zusammen mit Maple Cross nahm die Band das Debütalbum The Infinite Descent mit Co-Produzent Jeff Walker auf. Das Album erschien im März 2005 Black Aura Records. Kurz nach der Veröffentlichung verließ Iain Turner die Band und wurde durch Kev Gurell ersetzt. Danach folgten weitere Auftritte zusammen mit Behemoth, Vader, Krisiun und Marduk. Im Januar 2006 beendete die Band ihre zweite Tour durch Finnland, an der erneut Maple Cross teilnahm. In den folgenden Jahren fanden einige Besetzungswechsel statt. Im Jahr 2006 wurde Pete Watson durch Schlagzeuger Andy „Hatchets and Hammers“ Campbell ersetzt. Im Jahr 2007 folgte eine kleine Tour durch Spanien zusammen mit Baalphegor. Nach der Tour verließ Bassist Kev Gurell die Band. Im Oktober folgten vier Auftritte zusammen mit Baalphegor in Großbritannien. Im September nahm die Band ein Promo-Demo auf. Anschließend unterschrieb die Band im Januar 2008 einen Vertrag bei Ossuary Industries. 2008 folgten weitere Auftritte in ganz Großbritannien, sowie fünf Auftritte in der Schweiz und den Niederlanden im Oktober zusammen mit Censored und der spanischen Band Meltdown. Im März 2009 begannen die Aufnahmen zum nächsten Album Arcana Doctrina in den Foel Studios in Wales zusammen mit Produzent Chris Fielding. Kurz danach fand man mit Mat „The Fist“ Campbell einen neuen Bassisten. Eine Tour durch Schottland, Großbritannien und Spanien folgte im November und Dezember 2009, nachdem das Album veröffentlicht wurde. In den beiden Folgejahren hielt die Band Auftritte in ganz Europa ab und spielte dabei zusammen mit Gruppen wie Blood Red Throne, Prostitute Disfigurement, Satyricon, Dead Congregation und Entombed. Im Jahr 2012 begann die Band mit den Arbeiten zu einem neuen Album.

## Stil
Die Band spielt eine aggressive Form des Death Metal. Die Lieder erinnern in den langsameren Passagen an Incantation und Immolation, die schnelleren erinnern an Morbid Angel.

## Diskografie
- 2003: Orchestrated Violence (Demo, Eigenveröffentlichung)
- 2005: The Infinite Descent (Album, Black Aura Records)
- 2009: 2007 Promo (Demo, Eigenveröffentlichung)
- 2009: Arcana Doctrina (Album, Ossuary Industries)